# Museo de la Canción Yucateca
El Museo de la Canción Yucateca, A. C.  es un recinto museográfico ubicado en la ciudad de Mérida, México, fundado en 1978, con la misión de preservar, rescatar y promover la canción yucateca, como género musical y manifestación artística, emblemática de la cultura del pueblo yucateco.
Es un museo singular por su género y único en la república mexicana, que fue concebido por la señora Rosario Cáceres Baqueiro, nieta del creador de la trova yucatcea don Cirilo Baqueiro Preve, Chan Cil. Ha sido establecido en una vieja casona de estilo colonial, construida a finales del siglo XIX, en el centro de la ciudad de Mérida, en el barrio de La Mejorada, conocido por sus diversas manifestaciones culturales.
Consta el espacio museográfico de diversas salas dedicadas temática y cronológicamente a los antecedentes, la historia y los principales exponentes de este género musical, además de una sala de conferencias y de un gran escenario al aire libre, con concha acústica, usado para las representaciones ya tradicionales, conciertos y veladas musicales que se llevan a cabo frecuentemente y en el marco de programas coordinados por una organización de la sociedad civil encargada del funcionamiento sin fines de lucro del museo, funcionamiento que es apoyado económicamente por el gobierno estatal, complementándose su sostenimiento por la taquilla de los eventos y las tarifas de ingreso de los visitantes.

## Sala de antecedentes musicales de Yucatán
Esta primera sala está orientada a exponer tanto los antecedentes prehispánicos de la música yucateca, como aquellos relativos a la época colonial que siguió a la conquista. Se pueden leer textos explicativos respecto a la historia de Yucatán y a las diversas expresiones musicales como la jarana yucateca, que se originaron a partir del mestizaje iniciado en el siglo XVI. Se exponen también instrumentos musicales mayas como el tunkul, flautas, ocarinas, el caracol, el carapacho de tortuga, tamborcillos, el zacatán, trompeta y los cascabeles mayas.

## Los precursores de la canción yucateca
La segunda mitad del siglo XIX fue el período fundacional del movimiento musical conocido como la trova yucateca. A este período está dedicado una sala del museo en la que se exponen fotografías de la ciudad de Mérida de la época, así como las partituras originales y material de trabajo de quienes impulsaron desde su origen el género musical, particularmente de aquel que se considera el patriarca de la canción yucateca, el ya mencionado Chan Cil. Se cuenta en esta sala con equipo de audio que permite escuchar las composiciones originales -música y canciones- que datan de principios del siglo XX.

## Guty Cárdenas
Augusto Cárdenas Pinelo, Guty Cárdenas, fue tal vez el más grande de los trovadores y compositores yucatecos en los inicios del siglo XX. Muerto prematuramente a la edad de 26 años al ser asesinado en la Ciudad de México, influyó de manera indeleble en el desarrollo y la evolución de la música yucateca. A él está dedicada una sala del museo en la que se muestran objetos que fueron suyos y desde luego las letras tanto de sus canciones, como otras que musicalizó haciéndolas famosas. Sobresalen entre estas últimas, piezas escritas por Ricardo Palmerín -Peregrina-, Ricardo López Méndez (el Vate) -Nunca-, y por Antonio Mediz Bolio -Caminante del Mayab-. Acompañan a Guty en esta muestra, imágenes de Chalín Cámara, quien fuera su compañero de trova y su "segunda" voz en un dúo clásico que integraron ambos y que cobró fama desde Nueva York en los años 20, en la primera mitad del siglo XX.

## Sala dedicada a la época de oro
En este espacio se muestra la obra de los autores y compositores que destacaron entre 1900 y 1950 incluyendo a los otros dos grandes de todas las épocas: Ricardo Palmerín y Pepe Domínguez. También se dispone en esta sala de material de audio que permite escuchar en sus versiones originales canciones eternas como El pájaro azul poema escrito por Manuel Díaz Massa y cantada por el propio autor de la música, Pepe Domínguez, entre otras muchas obras famosas.

## Época contemporánea
Hay otra sala dedicada a los autores y compositores destacados en la segunda mitad del siglo XX, a partir de 1950 hasta nuestros días. Sobresale la presentación que se hace de la obra, entre otros de: Luis Espinosa Alcalá denominado El Paisajísta Musical del Mayab, Ermilo (Chispas) Padrón y de Pastor Cervera Rosado, llamado por López Méndez el último bohemio. También figuran de manera destacada materiales y las obras que se exponen de Enrique Novelo Navarro y de Juan Acereto Manzanilla.

## Sala de poetas y compositores
Hay también un espacio dedicado de forma especial a los poetas que con su inspiración lograron que la canción yucateca se sublimara al punto de hacerse ejemplar en la poesía romántica de América latina. En esta misma sala se rinde homenaje también a los letristas más afamados que con su arte lograron posicionar a la trova de Yucatán entre los géneros predilectos del público mexicano de los años 30, hasta los 60. Los nombres y efigies de Fernando Espejo Méndez, Rómulo Rozo, han sido incorporados recientemente.

## Sala Armando Manzanero
Por su gran inspiración y el éxito que ha logrado a través de una carrera ya larga, hay una sala especial para Armando Manzanero que no podía faltar entre los clásicos de la trova yucateca.

## Galerías en el Museo
Hay una galería pictórica con los retratos al óleo (68) de los más connotados autores y compositores debidos al trabajo del reconocido pintor yucateco Alonso Gutiérrez Espinosa. Finalmente, se encuentra una galería interactiva en la que se hace un resumen del contenido del museo y se aportan datos del anecdotario de quienes ahí están expuestos al visitante.

## Galería de imágenes

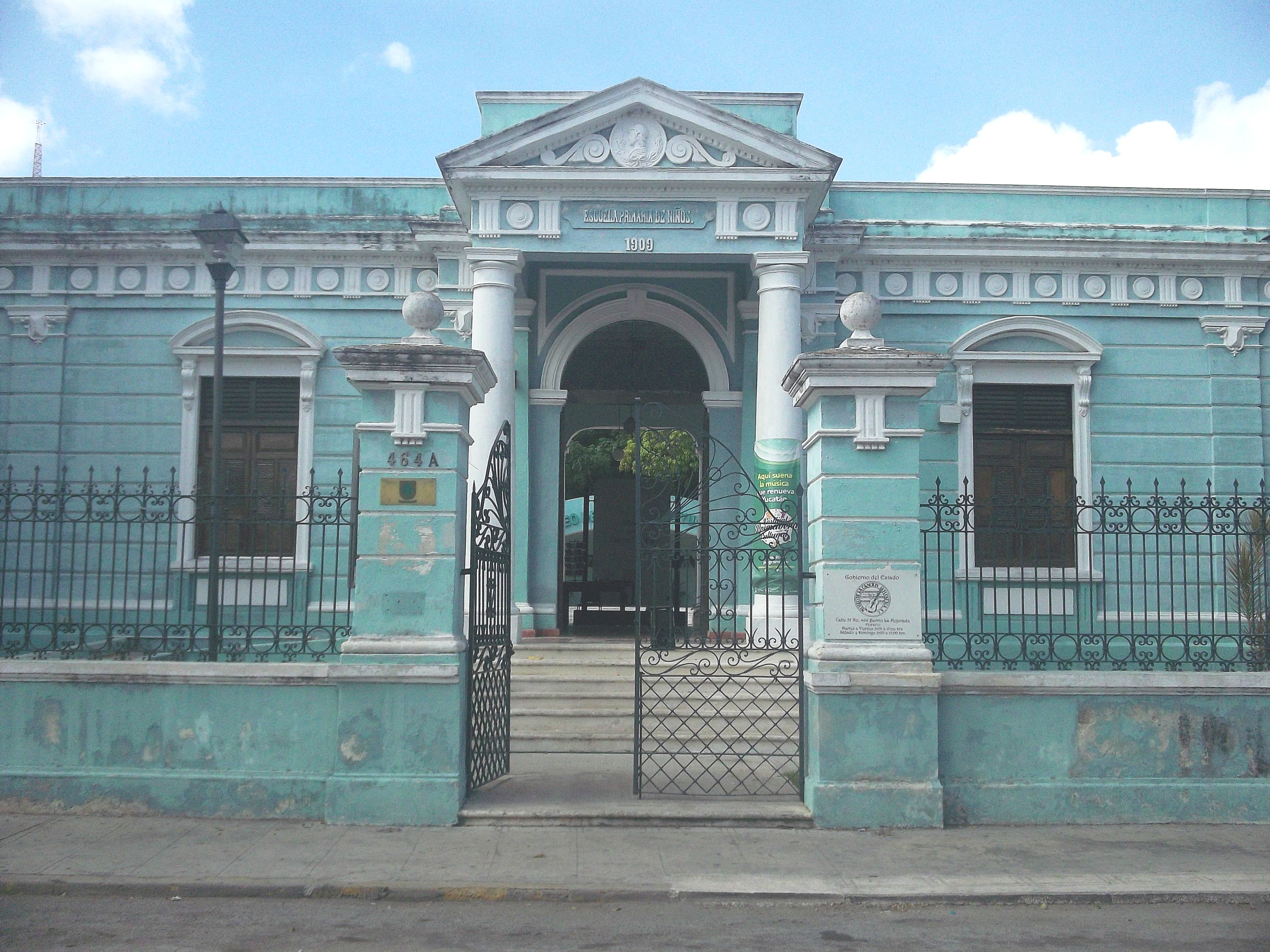
Entrada al museo.
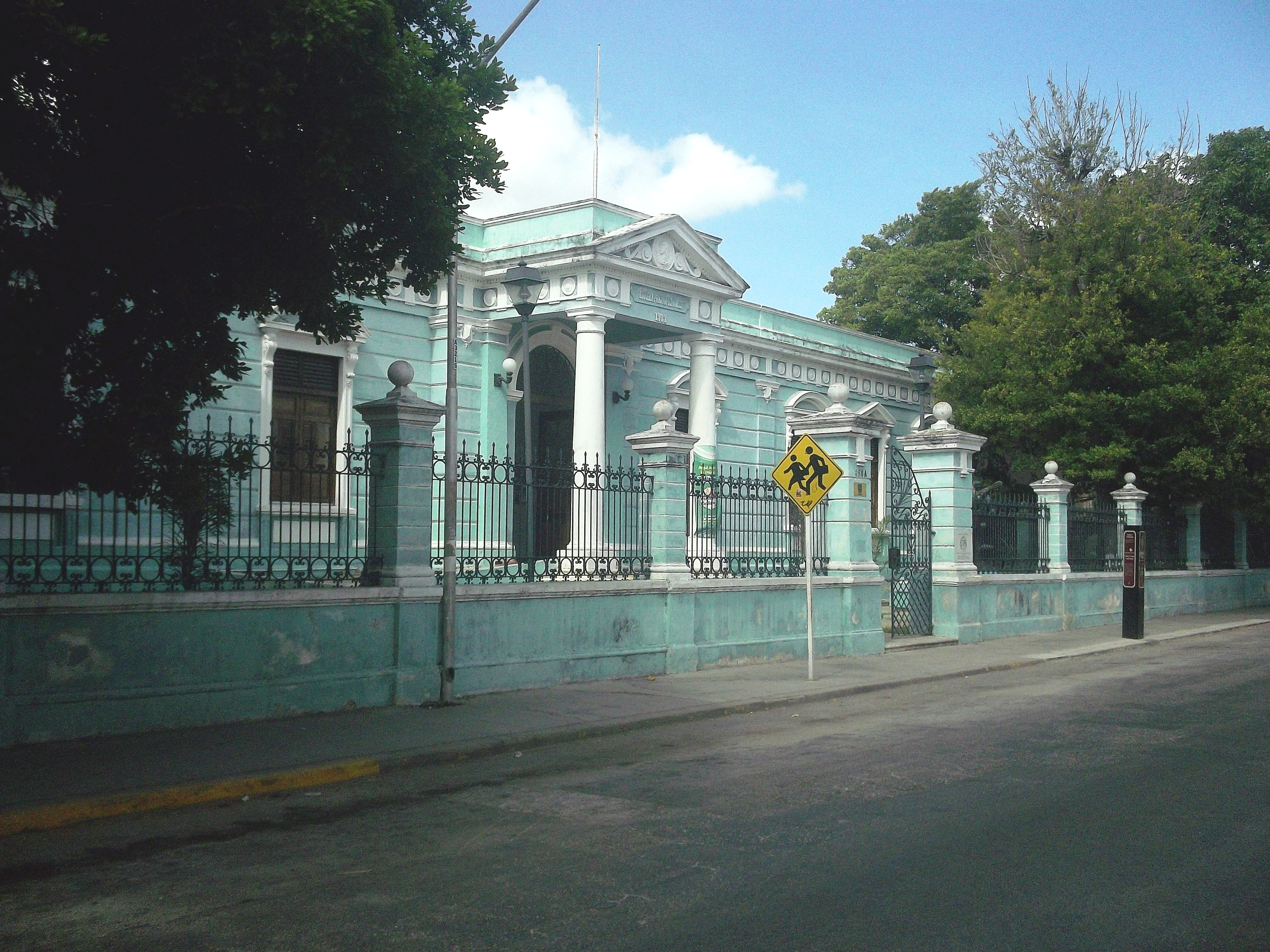
Fachada del museo.
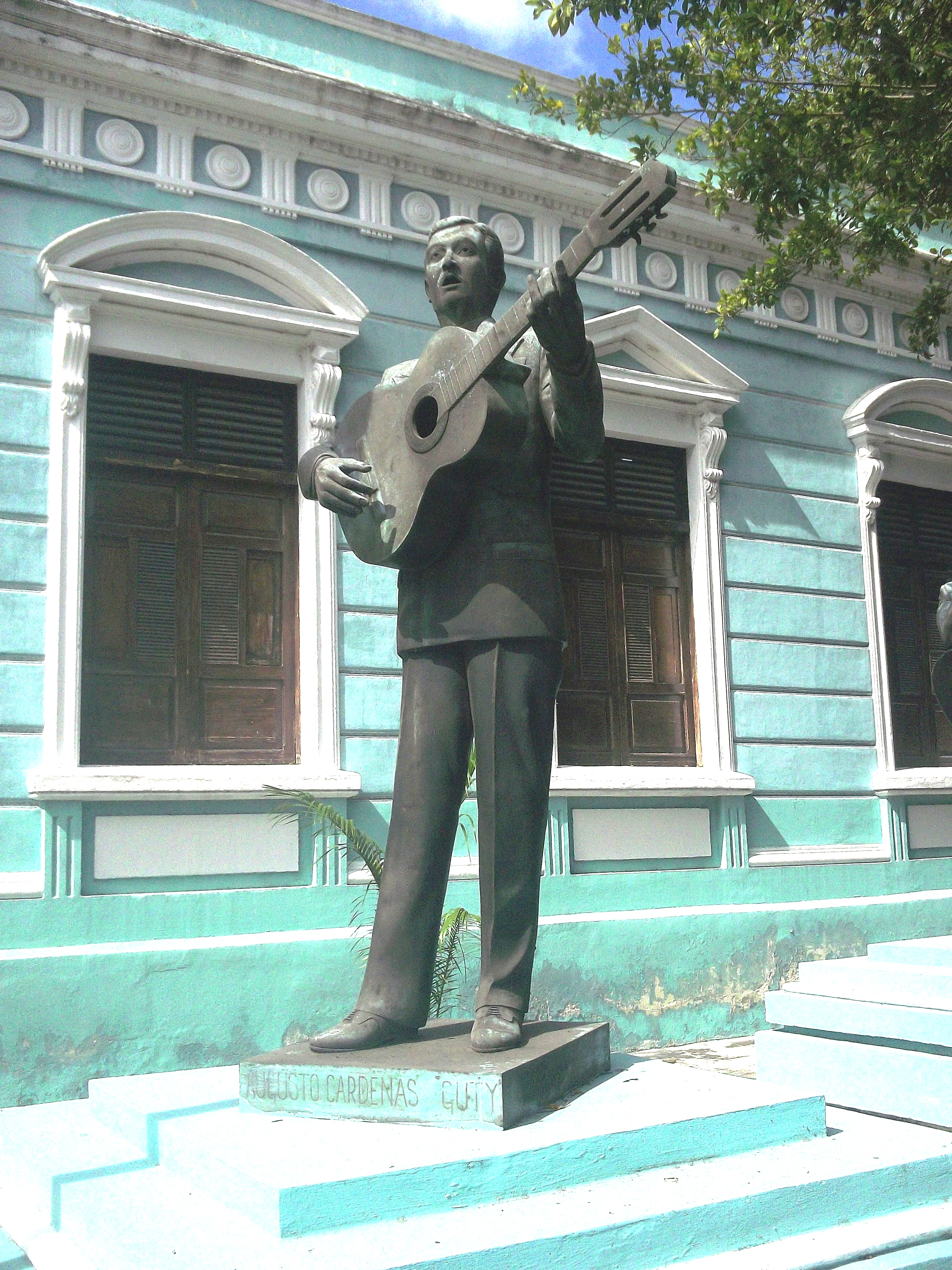
Estatua de Guty Cárdenas.
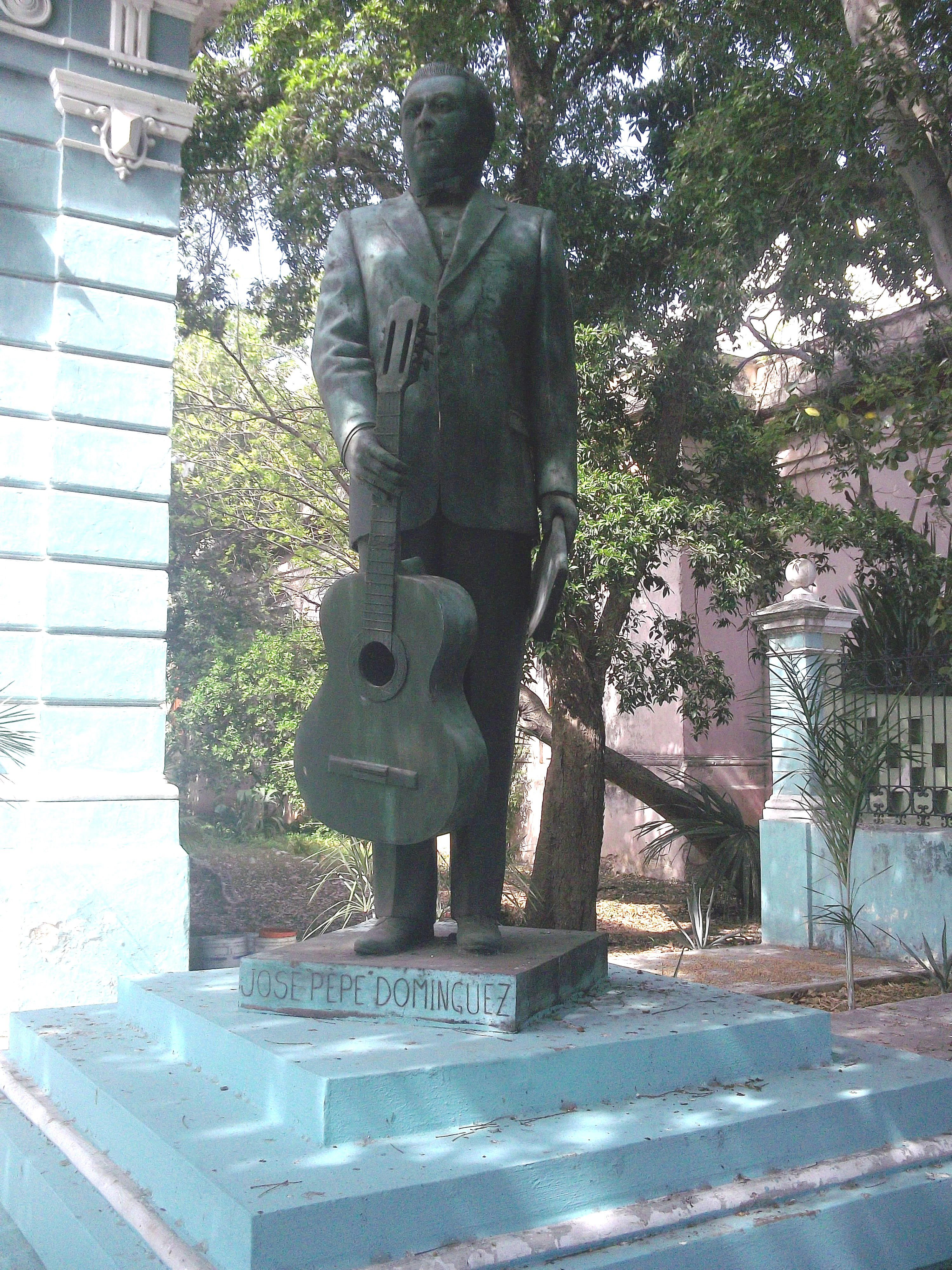
Estatua de Pepe Domínguez.
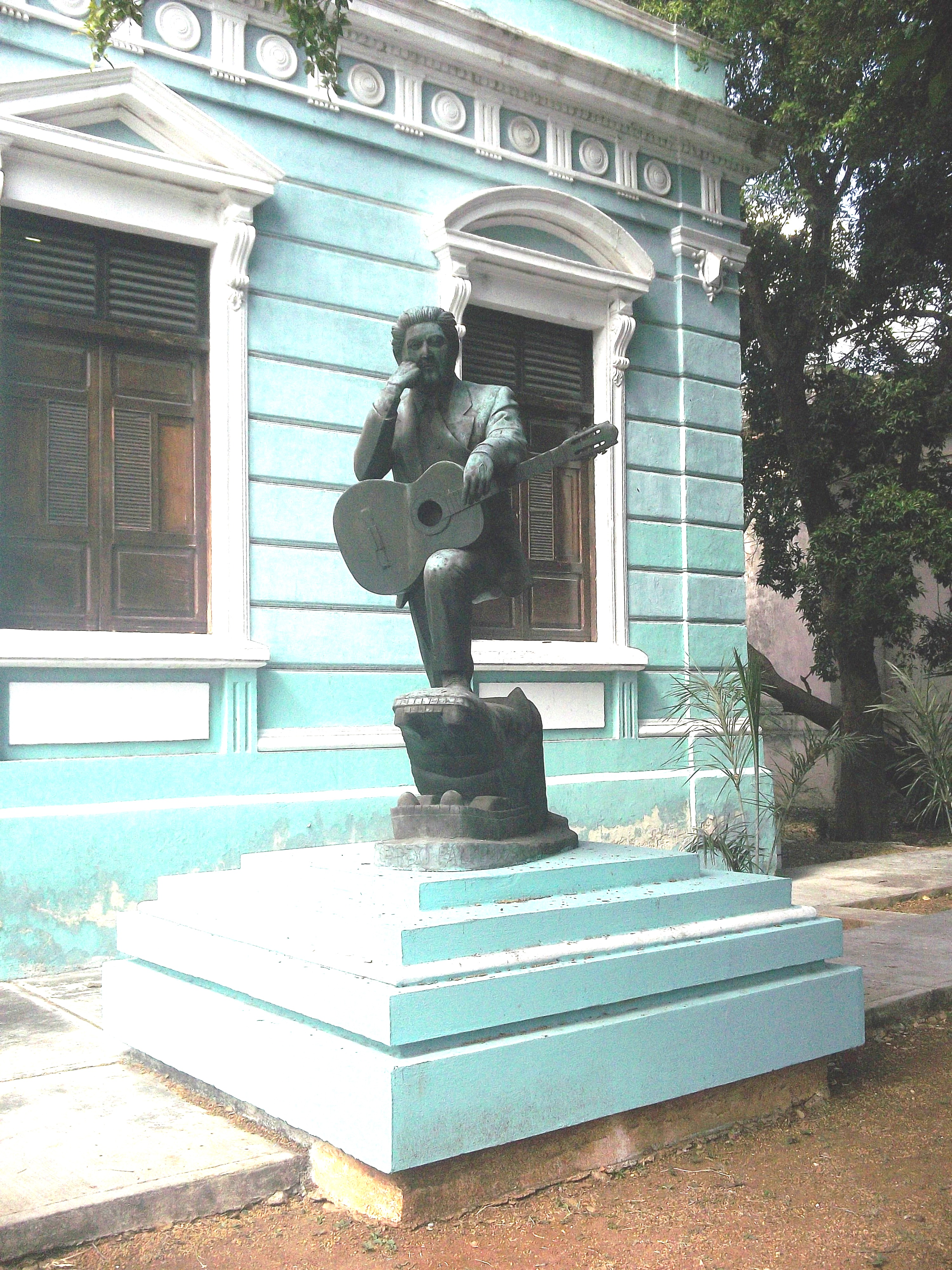
Estatua de Ricardo Palmerín.